# 그레스토르프시

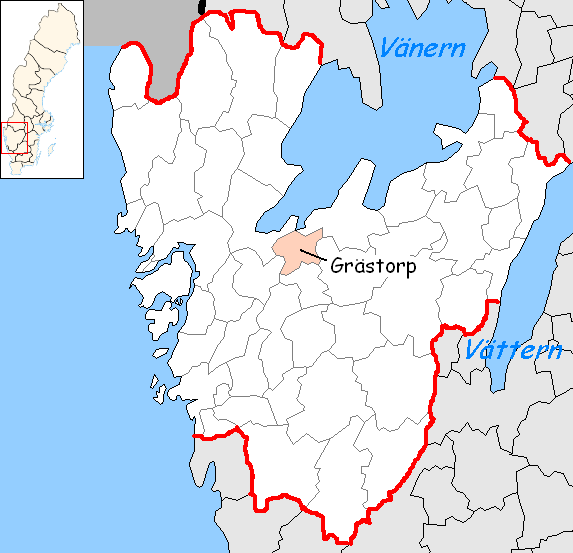
그레스토르프 시의 위치

그레스토르프시(스웨덴어: Grästorps kommun)는 스웨덴 베스트라예탈란드주에 위치한 지방 자치체로 행정 중심지는 그레스토르프이며 면적은 280.66km2, 인구는 5,721명(2016년 12월 31일 기준), 인구 밀도는 20명/km2이다.

시 문장